# TrustPower
TrustPower est une entreprise néo-zélandaise faisant partie de l'indice NZSX50, indice principale de la bourse de Nouvelle-Zélande, le New Zealand Exchange. Fondée en 1993 et basée à Tauranga, elle génère et distribue de l'électricité.